# 古賀まつな
古賀 まつな（こが まつな、1999年1月8日 - ）は、日本のAV女優。グランツプロ所属。

## 略歴
2019年6月、SODクリエイトの「キミホレ」レーベル専属女優としてAVデビュー。
2019年9月より専属を離れ、企画単体女優となる。
2021年1月10日、しばらくの休業を発表。2022年6月21日、事務所退所を発表。

## 人物
新潟県出身。
趣味・特技は読書、ピアノ、音楽鑑賞、料理。ピアノは4歳から20歳まで続けていたが、ネイルがしたいという理由でやめた。
17歳の時に2つ年上の当時の彼氏と初体験。
デビュー前に付き合ったのは3人（経験人数は5人）で、アナルセックスしかしない人やおしっこを飲ませる人がいた。
AVを見たことはなかったがAV女優が好きで憧れの存在だった（ツイッターで大槻ひびきを見つけ、フォローしていた）。ある時、SODが開催した大槻ひびきと小倉由菜の女子限定イベントを友人と見に行き、実物を見て衝撃を受け、自分もあんな風になれるのなら目指してみたいと思いAV女優となった。

## 出演作品

### 2019年
- 先生を目指して毎日勉強中! でも、こっそりAVを見てエッチの勉強もしてました… むっつり文学美少女がFカップおっぱいをさらけ出しAV Debut（6月20日、SODクリエイト）
- 献身的な先生の卵がほんわか笑顔で全身ベロベロ舐めしゃぶるご奉仕SEX（7月25日、SODクリエイト）
- 先生になる前に人生初の中出し! 追撃+逆追撃で貪欲にイカせ合う! イッても抜かずの連続中出し計12発!（8月22日、SODクリエイト）
- 「第1回チキチキ!箱の中身はなんだろな!?」 正解すれば賞金ゲット!!中に入れた生チ●ポを恥ずかしながらもじっくり触るムッツリ素人娘達の本性を暴いてずっぽしハメハメSEX!!（9月22日、S級素人）※オムニバス作品
- 魅惑のFカップ 回春中出しエステサロン（10月4日、h.m.p）
- 顔出し解禁!! マジックミラー便 未成年素人 生まれて初めての素股編 ギンギンに勃起したち○ぽを素人娘が赤面まんコキ! 恥じらいながらも濡れてしまった10代うぶオマ○コにヌルっと挿入で激イキ絶頂! 2枚組10時間! 総勢20人全員SEXスペシャル! in 原宿・渋谷・新宿・秋葉原（12月7日、DEEP'S）※オムニバス作品

- ハレンチ指導で泳ぎがぐんぐん上達!! 競泳水着巨乳インストラクター（1月17日、BAZOOKA）
- 巨乳保育士さん限定! 「そこの優しそうな保母さん!生パイ見たことのない童貞くんに おっぱい吸わせてあげてくれませんか?」 そのまま乳首チューチューだけのつもりが! 母性あふれ過ぎて童貞喪失筆おろしセックス!までしてくれました。（1月25日、ナンパJAPAN）※オムニバス作品
- 一般男女モニタリングAV みんなの憧れの巨乳バスガイド限定! 修学旅行中の男子○校生たちのチ○ポの悩みを大きなおっぱいと手コキとフェラで解決してくれませんか!? 服の上からでも分かる巨乳に勃起が収まらない童貞くんを優しく導きながら筆おろし! 我慢できなくなった男子全員のチ○ポも心優しいバスガイドさんは次々と生で受け挿れ連続中出しSEX!! 総発射26発（2月7日、DEEP'S）※オムニバス作品
- バブみ満開!!「自宅が保育園」が売り文句の巨乳保育士デリヘル（2月14日、BAZOOKA）※オムニバス作品
- 巨乳痴女パイズリ挟射学園（2月19日、OPPAI）
- 経験豊富な優しい素人人妻が最高の童貞筆おろし 21 (5月8日、アイエナジー) ※オムニバス作品
- 極上ボディで何度も射精させちゃう超淫乱高級デリヘル嬢 4（7月10日、BAZOOKA）※オムニバス作品
- 危険日直撃! 子作りする性教育! 家庭教師で子作り（8月13日、Mr.michiru）
- 常に乳首をイジイジレロレロしてくれるデリヘル嬢6人240分! 全員巨乳! 平均バストサイズ98cm!（12月10日、Mr.michiru）※オムニバス作品

- 先輩と私 Re: まつなとちはる ～女子○生れず～ （1月1日、U&K）

### アダルトVR
2019年
- 有名ファーストフード店の店長が、彼氏の前では猛烈に甘えて全身を舐めまくりの甘えん坊。チ○コを何度も挿入されてイキまくる彼女は根っからのドスケベ女（11月24日、KMPVR）
- やっと巡り逢えた絶対射精空間 ボクの遅漏人生を変える大人の接吻倶楽部（11月29日、KMPVR-bibi-）

2020年
- 顔騎地獄（1月24日、KMPVR）※オムニバス作品
- 粘膜口移しVR（2月21日、KMPVR）※オムニバス作品
- 爆乳を楽しむVR 国宝おっぱい8名（2月25日、KMPVR）※オムニバス作品
- ノーモザイクオナニーVR（2月28日、KMPVR）※オムニバス作品

### アダルトサイト
「MGS動画」
2019年
- 百戦錬磨のナンパ師のヤリ部屋で、連れ込みSEX隠し撮り 134 マッチングアプリで知り合ったフレッシュ系♪自宅でまったりエッチwカワイイ笑顔にハミ出る巨乳と芳醇ヒップはまさにフレッシュボディ!!ゆっくり展開のイチャラブエッチで愛を確か合う。（9月26日、ナンパTV）
- ラグジュTV 1161 「後ろから犯されて…気持ちいい…ッ!」可愛らしさと美しさを兼ね備えた受付嬢。AV女優の美しさに引かれてAV出演を決意。男の言葉責めに何度も応え、ハードなピストンで波打つ巨乳とムッチリ尻の乱舞は必見!（9月27日、ラグジュTV）※「美穂」名義
- Fカップ!美乳ピンク乳首まつな先生のナマ課外授業!!教室から出れば男のチ○ポ包み込む柔らかオッパイ駆使の絶品パイズリ!!彼氏の生チ○ポ挿入するイケナイ教育実習開始のぷるるん騎乗位は中2精通不可避!?/ラブホドキュメンタリー休憩2時間/15（9月27日、プレステージプレミアム）
- 【初撮り】【Fカップキャバ嬢】【悩殺する肉体】柔らかそうな巨乳で客を悩殺する夜の蝶は、昼下がりのホテルで男に逝かされ乱れ狂う… ネットでAV応募→AV体験撮影 1076（9月29日、シロウトTV）
- マジ軟派、初撮。 1399 見るからにどエロなむっちりスーツOLをホテルに連れ込み!エッチなインタビューから流れでセックス!Fカップ巨乳をボインボイン揺らして悶絶しまくりな着衣プレイ!（10月15日、ナンパTV）
- 完全調教済み巨乳ペットに中出し!でも、オナニーだけはしつけに失敗!すぐにオナニー始めちゃう淫乱雌犬!巨乳揺らして潮吹き中出しイキまくり！へんたいかっぷるディスカバリー:まつなさん(仮名)（10月28日、プレステージプレミアム）
- 【この巨乳、猛毒・危険】ワイシャツのボタンを吹き飛ばす程の〝神レベル釣り鐘美巨乳〟!!気候変動で胸の感度も変動!!この日は台風!!感度レベルMAXで…ほろ酔い大荒れ警報発動セックスはヌキ過ぎ危険!!：朝までハシゴ酒 55 in 渋谷駅周辺（11月8日、プレステージプレミアム）

「FC2」
2019年
- ●販売終了●【アイドル流出】またまた話題の制服アイドルのフェラ【おまけはモザはずし】（12月15日、超時空夢幻カメコ）
- アイドル裏 撮影会】隠れ巨乳Fカップ23歳！あの話題の元気系アイドルがアヘ顔晒す極秘の個人撮影会【初回・数量限定盤】（12月18日、超時空夢幻カメコ）

## 雑誌
- エキサイティングマックス 2019年7月号（楽楽出版） - グラビア「#みっかい」
- 週刊実話 2019年7月11日号（日本ジャーナル出版） - グラビア「女子大生がAVデビュー」